# Moutiers-au-Perche
Moutiers-au-Perche település Franciaországban, Orne megyében. Lakosainak száma 370 fő (2022. január 1.). Moutiers-au-Perche Bretoncelles, La Madeleine-Bouvet, Le Mage, Les Menus, Le Pas-Saint-l’Homer, Rémalard en Perche és Longny les Villages községekkel határos.

## Népesség
A település népességének változása:
| Lakosok száma | 434  | 421  | 413  | 390  | 387  | 383  | 378  | 375  | 370  |
|               | 2013 | 2015 | 2016 | 2017 | 2018 | 2019 | 2020 | 2021 | 2022 |